# 16 Лебедя Bb
16 Лебедя Bb (лат. 16 Cygni Bb) — екзопланета зірки 16 Лебедя B у потрійній системі 16 Лебедя. Знаходиться на відстані близько 69 св. років від Сонця в сузір'ї Лебедя.
Материнська зірка 16 Лебедя B є жовтим карликом спектрального класу G1,5. Маса зірки становить 0,97 маси Сонця, радіус — 1,2 радіусу Сонця.
16 Лебедя Bb була відкрита методом допплерівської спектроскопії у 1996 році.

## Характеристики

Орбіта 16 Лебедя Bb (чорна) в порівнянні з орбітами планет Сонячної системи.

16 Лебедя Bb є газовим гігантом масою 2,38±0,04 маси Юпітера. Планета, ймовірно, є причиною низької металічності своєї батьківської зорі порівняно з її компаньйоном 16 Лебедя A.